# Бусбак
Бусба́к  или Бусбах (фр. Bousbach) — коммуна на северо-востоке Франции, регион Гранд-Эст (бывший Эльзас — Шампань — Арденны — Лотарингия), департамент Мозель. Относится к кантону Беран-ле-Форбак. 

## Географическое положение
Бусбак расположен в 60 км к востоку от Меца. Соседние коммуны: Кербак на севере, Ликсен-ле-Рулен на востоке, Рулен и Каданбронн на юго-востоке, Тантелен на юге, Фольклен и Гобвен на западе, Беран-ле-Форбак на северо-западе.

## История
- Коммуна бывшего герцогства Лотарингия, сеньората Форбак.
- Феод графства Саарбрюккен.

## Демография
По переписи 2008 года в коммуне проживало 1134 человека.

## Достопримечательности
- Остатки древнеримской усадьбы.
- Церковь XVIII века.